# Hayle Railway
Hayle Railway war eine britische Eisenbahngesellschaft in Cornwall in England.
Die Gesellschaft erhielt am 27. Juni 1834 die Konzession zum Bau einer 19 Kilometer langen Bahnstrecke von den Kupferminen Tresavean bei Gwennap zum Hafen von Hayle. Dazu kamen noch Nebenstrecken von rund acht Kilometer Länge. 1837 wurden die Strecken zwischen Hayle und Tresavean sowie der Abzweig zum Hafen Portreath für den Güterverkehr in Betrieb genommen. 1838 folgte der Abschnitt zwischen Carn Brea Mines und Redruth. 
Die Streckenabschnitte beinhalten vier Seilbahnen (Portreath, Angarrack, Penponds und Tresavean). Die Seilbahn in Portreath war bis zur Streckenstilllegung am 1. April 1938 in Betrieb. Diese wurde auch mit einer stationären Winde betrieben, während die anderen Seilbahnen nach dem Gleichgewichtsprinzip funktionierten. Von Anfang an erfolgte der Betrieb mit Dampflokomotiven.
Der Personenverkehr wurde erst zwischen 1841 und 1843 aufgenommen. 
Zum 3. Dezember 1846 wurde die Gesellschaft von der West Cornwall Railway übernommen. Die Strecke zwischen Haye und Redruth wurde später Teil der Hauptstrecke zwischen Paddington und Penzance.